# Ernest Denormandie
Pour les articles homonymes, voir Denormandie.
Louis Jules Ernest Denormandie, né le 6 aout 1821 à Paris 3e et mort le 30 janvier 1902 à Paris 8e, est un financier et homme politique français.
Maire de Paris 8e, député de la Seine, sénateur inamovible, Denormandie a également été administrateur du Paris-Lyon-Méditerranée, président du Conseil d'administration du Comptoir national d'escompte de Paris, gouverneur de la Banque de France, président de la Caisse d'Épargne et de Prévoyance et de la Banque de l'Indochine.

## Biographie
Issu d'une famille d'ancienne bourgeoisie parisienne, Ernest Denormandie est le fils d'Augustin Denormandie, avoué de l'enregistrement et des domaines du duc d'Orléans et de la famille d'Orléans, avoué de la liste civile de Louis XVIII, Charles X et Louis-Philippe Ier, et petit-fils du bâtonnier Louis Bonnet. Il est le neveu de l'agent de change Anne-Édouard Denormandie, cavalier qui fut cofondateur et l'un des présidents du Jockey-Club.
Après avoir fait ses études de droit à la Faculté de Paris, il a conservé la clientèle de la famille d'Orléans à la suite de son père et, en 1851, il succède à ce dernier comme avoué près le tribunal civil de la Seine, le 27 aout 1851, et sera, pendant son exercice professionnel, trois fois président de la Chambre des avoués, à partir de 1867.
Pendant le siège de la capitale, grâce au soutien de l'Union parisienne de la presse, il a été nommé maire par intérim du 8e arrondissement de Paris. Il a raconté, dans ses Notes et souvenirs, comment dès le 22 mai 1871, il entrait à pied par la porte du Point-du-Jour et, par l’Étoile et le faubourg Saint-Honoré, atteignait une maison de la rue d’Aguesseau mitoyenne de la mairie. Il a pris possession, au nom du gouvernement, grâce à un trou percé dans la muraille, de prendre du cabinet du maire pendant que l’on se battait boulevard Malesherbes et rue Royale, et que la rue de Rivoli tenait encore. Témoin de l’incendie de la rue Royale, il a raconté ses angoisses, le manque de secours empêchant d’arrêter les progrès du fléau:282.
Pendant le siège de Paris, il a obtenu dans la Seine, au scrutin du 8 février 1871, sans être élu, 58 677 voix sur 328 970 votants. Il figurait, au 2 juillet, sur les listes de l’Union parisienne de la presse. L’Union républicaine, qui ne l’avait accepté comme candidat qu’à la condition qu’il fasse une déclaration fermement républicaine, et celui-ci n’ayant pas cru devoir se prononcer d’une façon catégorique sur le sujet, avait cessé de le soutenir et son nom avait été rayé de la liste des journaux dont elle disposait. Il n’en a pas moins été nommé par 112 589 voix sur 290 823 votants.
Aussitôt après son élection à la députation, il s’est fait inscrire au centre gauche, après avoir déclaré que « ses sentiments étaient ceux d’un conservateur libéral et qu’il adhérait au programme de M. Thiers. » Sa situation d’avoué de la famille d’Orléans l’ont amené à se rapprocher en plus d’une circonstance du centre-droit, ce qui explique pourquoi il a assez longtemps appartenu au groupe qui flottait indécis entre les droites et les gauches, et leur servait en certaines occasions de trait d’union et d’intermédiaire.
En 1871, il s’est exprimé, au cours de la discussion relative à l’enregistrement et au timbre, et sur quelques questions d’affaires. Son discours capital est celui qu’il a prononcé sur la proposition de loi tendant à faire payer par toute la France les dommages causés par l’invasion allemande. En sa qualité de représentant de la Ville de Paris, il a dressé à la tribune le tableau des maux et des souffrances endurés par la population parisienne pendant le siège et du courage avec lequel elle les avait supportée. Son rôle dans l’administration de la Ville de Paris au moment de l’investissement lui donnait une compétence toute spéciale sur la question.
En l’année 1872, il a pris la parole sur le projet de loi relatif aux pensions à accorder aux veuves des gendarmes, etc., assassinés comme otages pendant l’insurrection de Paris. L’année suivante, il a déposé à l’Assemblée une proposition tendant à faire indemniser les habitants du département de la Seine qui avaient éprouvé quelque préjudice lors des destructions opérées par le génie militaire pour les besoins de la défense nationale, et défendu à la tribune le projet de loi concernant les 140 millions à allouer à la ville de Paris.
Au 24 mai, lors élection de 1873 de Mac Mahon président de la République par la majorité royaliste, consécutive à la chute d’Adolphe Thiers, il est contenté d’appuyer l’ordre du jour pur et simple, en faisant cependant ses réserves sur ce qu’il appelait « les tâtonnements et les faiblesses du président de la République, dont il trouvait le renversement inopportun et dangereux ».
En 1874, il a parlé, comme rapporteur, sur la proposition de loi tendant à indemniser les habitants de la Seine victimes de destructions opérées par le génie militaire. Il a voté successivement pour la loi des maires de janvier 1874, le ministère de Broglie, la proposition Casimir-Perier, tendant à l’établissement définitif et à l'organisation de la République, et contre la dissolution de la Chambre lors de la crise du 16 mai 1877.
Sans se prononcer très nettement, au début, sur la question de restauration monarchique, il est cependant arrivé à faire entendre qu’il voterait pour la République. Aussi, en 1875, a-t-il définitivement incliné vers le centre gauche, et a-t-il voté les lois constitutionnelles. Son dernier acte parlementaire a été de soutenir à la tribune, mais sans succès, le projet de la Commission des Trente, tendant à accorder à la ville de Paris vingt-cinq députés au lieu de vingt. De 1876 à 1902, il sera sénateur inamovible.
Administrateur du  Paris-Lyon-Méditerranée, il a été le premier président du Conseil d'administration du Comptoir national d'escompte de Paris, gouverneur de la Banque de France de 1879 à 1881, puis président de la Caisse d'Épargne et de Prévoyance en 1882 et de la Banque de l'Indochine de 1892 à 1902.
Il avait épousé, en 1849, sa petite-cousine Julie Henriette Darlu, fille de Pierre Darlu, avoué puis avocat (descendant d'Étienne-Pierre Darlu, échevin de Paris en 1740, anobli par ses fonctions, et de Marguerite Félicie Calley Saint-Paul (cousine germaine d'Ernest Denormandie), ainsi que sœur du comte Édouard Darlu. Ils seront les parents de Louis Ernest Denormandie (1853-1908), avoué au tribunal de Seine et président de la Chambre des avoués en 1906. Ernest Denormandie est, en outre, l'aïeul au cinquième degré du ministre Julien Denormandie.
Il est inhumé le 1er février 1902 au cimetière de Montmartre (24e division)

## Distinctions
- Chevalier de la Légion d'honneur

## Publications partielles
- Notes et souvenirs : les journées de juin 1848 ; le siège de Paris ; la Commune ; l'Assemblée nationale ; quelques réflexions, Paris, L. Chailley, 1896, 3e éd., 395 p. (OCLC 567942767, lire en ligne).
- Temps passé, jours présents : notes de famille, Paris, Hachette & Cie, 1900, 688 p., 1 vol. in-8º (lire en ligne sur Gallica).
- Ville de Paris, septembre 1870 - février 1871 Le VIIIe arrondissement et son administration pendant le siège de Paris, Paris, Garnier, 1875, 177 p. (OCLC 894535127, lire en ligne).